# اثر کانال کوتاه
در الکترونیک، اثرات کانال کوتاه در ماسفت رخ می‌دهد که در آن طول کانال قابل مقایسه با عرض ناحیه تخلیه سورس و پیوند درین است. این اثرات شامل، به ویژه، کاهیدگی سد با واداشتن درین، سرعت اشباع، چاه کوانتومی و تخریب حامل داغ است.